# Helga Trüpel
Helga Trüpel (21 juli 1958, Moers) is een Duitse politica en sinds 2004 lid van het Europees Parlement voor Bündnis 90/Die Grünen, onderdeel van De Groenen/Vrije Europese Alliantie.